# Названов Михайло Михайлович
Названов Михайло Михайлович (12 лютого 1914, Москва, Російська імперія — 13 червня 1964, Москва, РРФСР) — Заслужений артист Росії (1949). Лауреат Державної премії СРСР (1948, 1949, 1950).
Жертва сталінського терору (5 років концтаборів ГУЛАГ).

## Життєпис
Навчався у Музичному технікумі при Московській Музичній консерваторії (1928—1931). Грав у московських театрах (МХАТі, ім. О. Пушкіна тощо).
У 1931—1935 роках — актор МХАТ імені Горького.
30 квітня 1935 за доносом колеги був заарештований і в липні засуджений до п'яти років виправно-трудових таборів за статтею 58.10 КК РРФСР. Термін відбував у Ухтпечлага, з 1936 року виступав на сцені табірного тетра в Ухті (нині — Ухтинский філія республіканського драматичного театру). Достроково звільнений 16.04.1939 р., за постановою Особливої наради НКВД СРСР судимість знята 31.05.1944 р. До 1940 р — вільнонайманий актор в Ухті. Реабілітований Верховним Судом СРСР 30.12.1956.

## Фільмографія
- 1940: «Чекай мене» (Андрій Панов)
- 1945: «Іван Грозний» (Андрій Курбський)
- 1946: «Глінка» (гусар Костя)
- 1947: «Російське питання» (Гульд)
- 1949: «Зустріч на Ельбі» (майор Джеймс Хілл)
- 1949: «Сталінградська битва» (полковник Людников)
- 1950: «Жуковський» (Дмитро Павлович Рябушинський)
- 1951: «Бєлінський» (Микола I)
- 1951: «Незабутній 1919 рік» (князь Голіцин)
- 1951: «Тарас Шевченко» (Микола I, російський імператор)
- 1952: «Композитор Глінка» (Микола I)
- 1953: «Кораблі штурмують бастіони» (Олександр I)
- 1954: «Шведський сірник» (Марк Іванович Кляузов, відставний гвардії корнет, поміщик)
- 1956: «Перші радощі» (Пастухов)
- 1956: «Господиня готелю» (кавалер Ріпафрата)
- 1957: «Незвичайне літо» (Пастухов)
- 1957: «Гутаперчевий хлопчик» (акробат Беккер)
- 1957: «Поєдинок» (Володимир Юхимович Ніколаєв, поручик)
- 1958: «Чудотворець з Бірюльово» (Микола Олександрович, її чоловік)
- 1959: «Пісня про Кольцова» (Волков)
- 1961: «Битва в дорозі» (Семен Вальган)
- 1961: «Перші випробування» (Скирмунт)
- 1962: «Мій молодший брат» (Андрій Іванович, профессор)
- 1962: «Квітка на камені» (Заброда)
- 1964: «Гамлет» (Клавдій)